# Oestocephalidae
Oestocephalidae — вимерла родина аїстоподів пізнього карбону. Скам'янілості були знайдені в Огайо, Іллінойсі та Колорадо в США; Англія; і Чехія. Він включає роди Coloraderpeton і Oestocephalus. Естоцефаліди мають міцний череп і вузькі округлі морди. Вони мають сильно окостенілі гастралії та дорсальні остеодерми. Як і інші аїстоподи, оестоцефаліди були подовженими, мали приблизно 110 хребців. Oestocephalidae був названий у 2003 році, типовим видом є Oestocephalus amphiuminus.